# Yongsan-dong, Seoul
Yongsan-dong là một dong, phường của Yongsan-gu ở Seoul, Hàn Quốc.

## Điểm thu hút

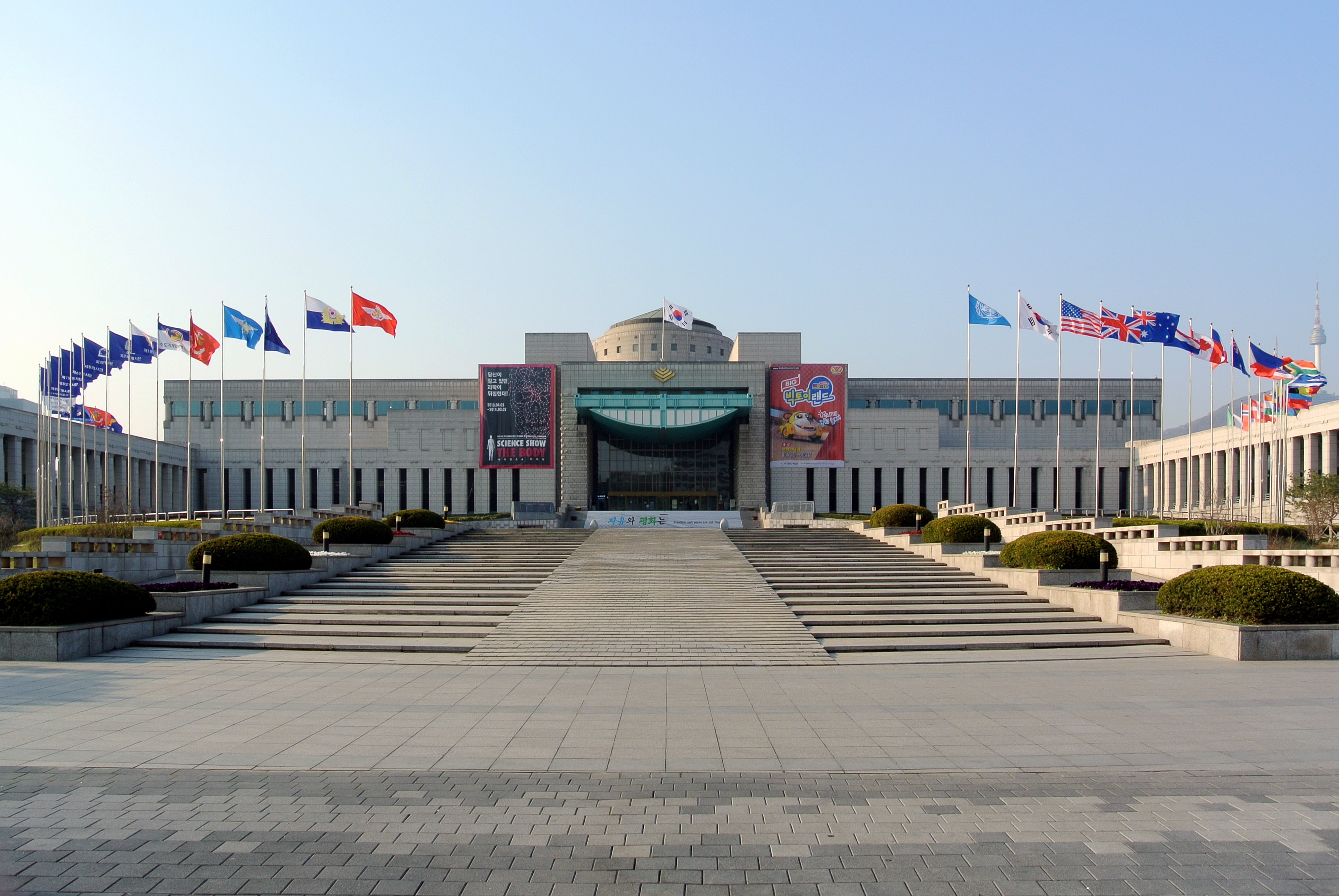
Toà nhà chính và bảo tàng của Tưởng nhớ chiến tranh Hàn Quốc, Namsan Tower phía bên phải

- Bảo tàng quốc gia Hàn Quốc
- Tưởng nhớ chiến tranh Hàn Quốc[3]

## Chính phủ và cơ sở hạ tầng
Phường có trụ sở chính của Bộ Quốc phòng.

## Liên kết
- (tiếng Anh) Trang chính thức Yongsan-gu
- (tiếng Hàn) Trang chính thức Yongsan-gu